# جوني رومانو
جوني رومانو (بالإنجليزية: Johnny Romano)‏ هو لاعب كرة قاعدة أمريكي، ولد في 23 أغسطس 1934 في هوبوكين في الولايات المتحدة، وتوفي في 24 فبراير 2019.

## وصلات خارجية
- جوني رومانو على موقعبيزبول رفرنس.كوم (الدوري الرئيسي) (الإنجليزية)
- جوني رومانو على موقعبيزبول رفرنس.كوم (الدوري الثانوي) (الإنجليزية)